# Kathedrale von Nanterre

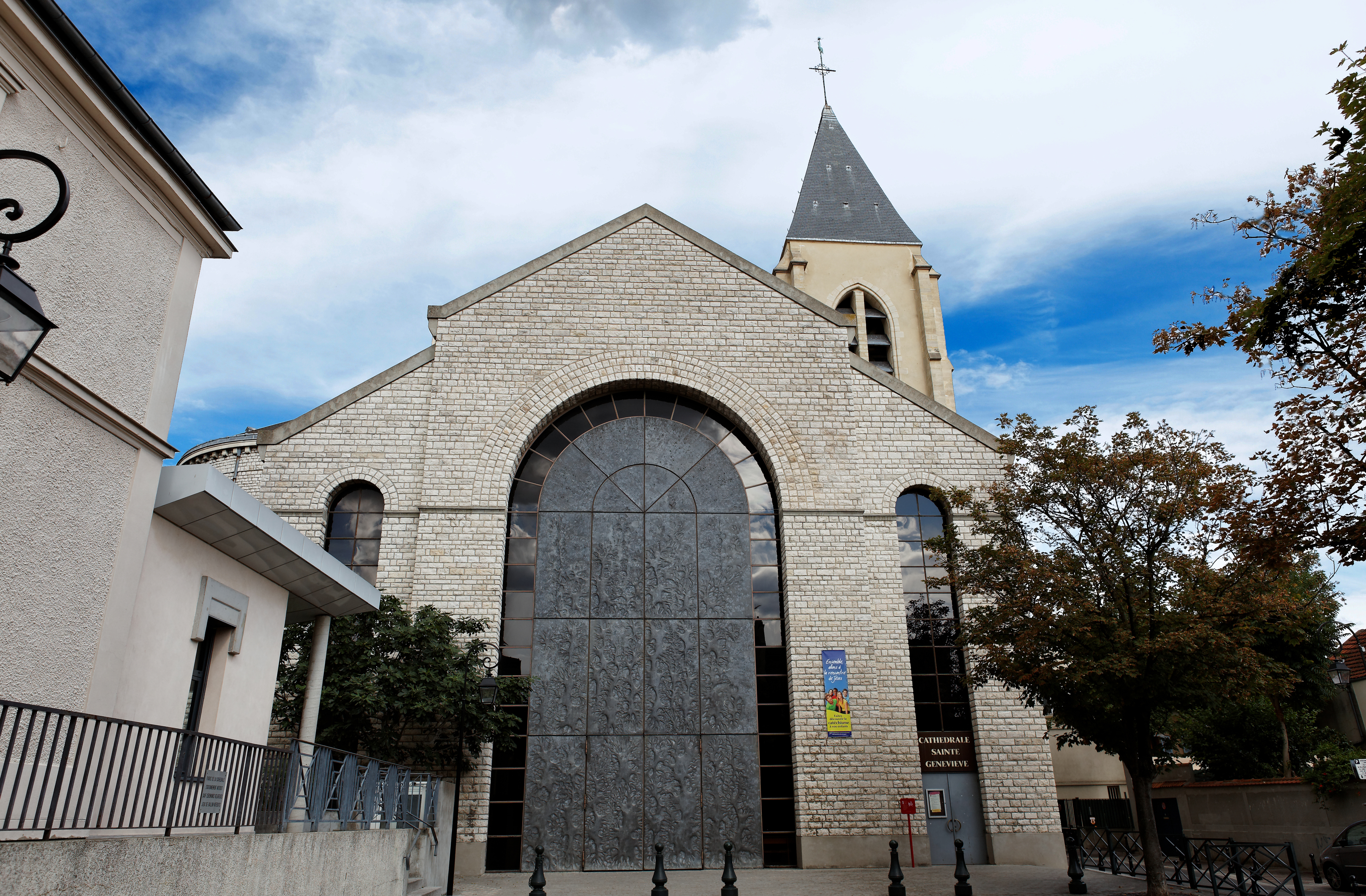
Kathedrale von Nanterre

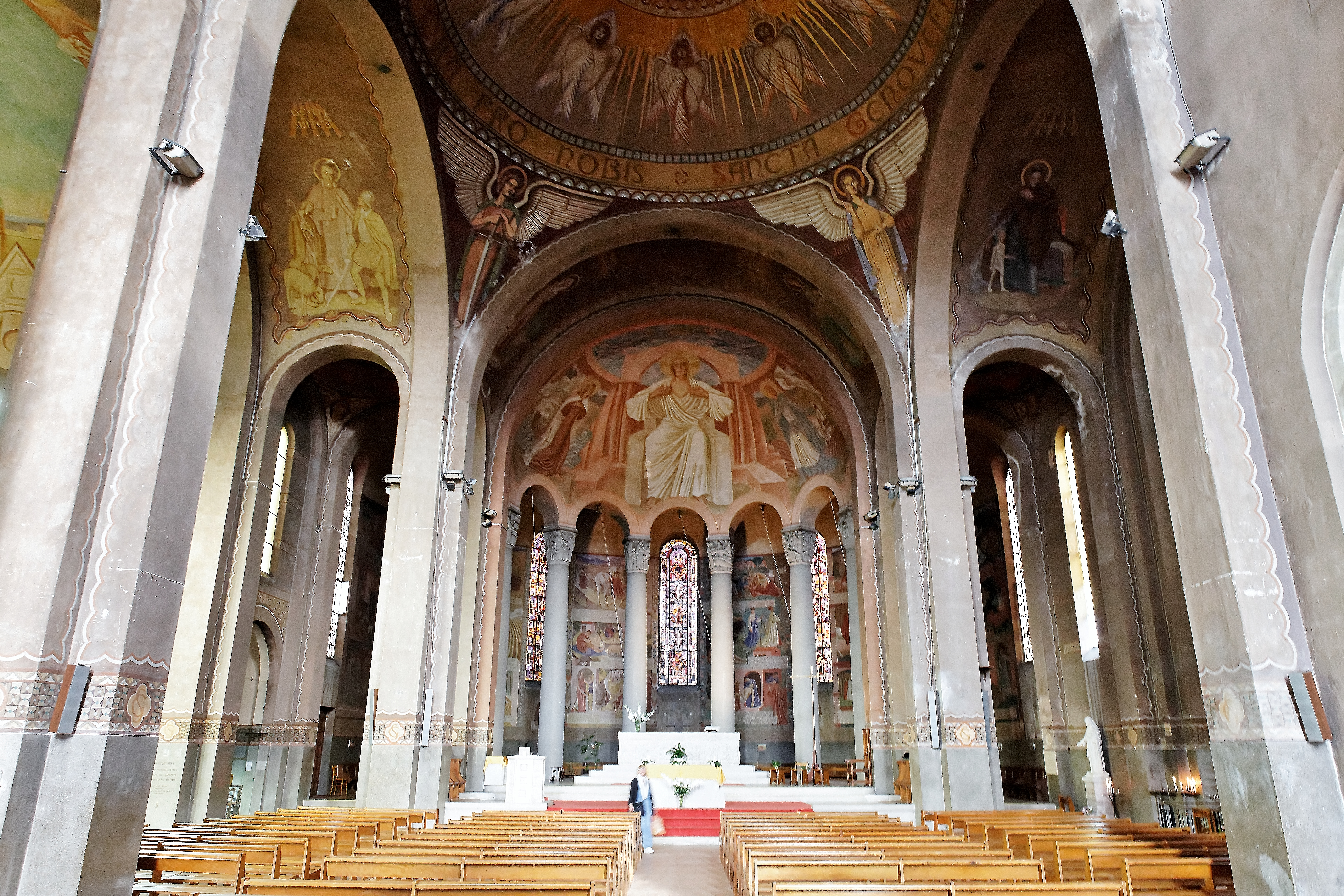
Innenraum

Die unter das Patrozinium der hl. Genoveva und des hl. Mauritius gestellte Kathedrale von Nanterre ist der Sitz des im Jahr 1966 begründeten Bistums Nanterre. Der spätmittelalterliche Glockenturm (clocher) des ansonsten in erst in den Jahren 1924 bis 1937 errichteten Kirchenbaus ist seit dem Jahr 1975 als Monument historique anerkannt; die Kirche selbst wurde im Jahr 2010 unter Schutz gestellt.

## Geschichte
Bereits der Vorgängerbau, von dem nur noch der Turm erhalten ist, trug das Patrozinium der hl. Genoveva. Die Kirche galt und gilt als der Platz, an dem die beiden Missionsbischöfe Germanus von Auxerre und Lupus von Troyes im Jahr 429 auf ein Mädchen trafen, welches sich der Religion verschrieb und später als hl. Genoveva die Schutzpatronin von Paris werden sollte. Ein Brunnen bei der Kirche besaß und besitzt überdies angeblich wundersame Heilkräfte, wodurch zahlreiche Pilger angelockt wurden, darunter auch Ludwig IX. († 1270), seine Mutter Blanka von Kastilien († 1252) sowie Ludwig XIII. († 1643) und seine Gemahlin Anna von Österreich († 1666). Die Französische Revolution machte aus dem Gotteshaus einen Tempel der Vernunft. Ein seit langem geplanter Neubau wurde erst nach dem Ersten Weltkrieg realisiert; danach erhielt die Kirche – unter Bezugnahme auf eine  früher hier existierende Kirche – auch das Patrozinium des hl. Mauritius. Im Jahr 1966 entstand das Bistum Nanterre, woraufhin die alte Kirche wegen Baufälligkeit abgerissen wurde und dem jetzigen Neubau Platz machte.

## Architektur
Die einschiffige – im Chor dreischiffige – Kirche ist mit hellen Sandsteinen verkleidet. Die drei Fensterportale der Fassade folgen einem Triumphbogenschema, ein Motiv, dass sich im Übergang des Langhauses zum Chorbereich wiederholt. Die einzelnen Joche sind überkuppelt bzw. mit gebusten Decken im Stil der Anjou-Gewölbe versehen. Die beiden Seitenarme des Vierungsbereichs führen in einen Chorumgang.

## Ausstattung
Decken und Wände der Kirche sind mit Fresken versehen; das Apsiskalotte zeigt den thronenden Christus, der auf sein Herz weist (Heiligstes Herz Jesu). Die Fenster sind beinahe mosaikartig angelegt.
Die Orgel wurde 1970 von der Manufaktur Benoît & Sarélot aus Laigne-en-Belin gebaut und 2014 von Pierre-Yves Le Blé restauriert und erweitert. Ihre 23 Register verteilen sich auf zwei Manuale und Pedal.